# 臺中市 (省轄市)
臺中市（俗字写作台中市）為中華民國臺灣省從1945年至2010年間下轄的市。臺中於1920年實施市制，為臺中州之州轄市。1945年臺灣光復後，改制為省轄市。2010年12月25日五都升格案生效，與臺中縣合併改制成為直轄市。

## 歷史
臺中市別名「文化城」。清朝之前，臺中市為平埔原住民之中的巴宰族與巴布薩族的生活區域，主要以狩獵維生。清治末期，臺灣中部的要邑位在半線（今日的彰化市），直至1890年福建臺灣巡撫劉銘傳在當時東大墩街南側的「橋仔頭」聚落（或稱橋仔圖、橋孜圖；今國光路到臺中路之間）附近始建八卦形城池及大量官署建築物（現存北門城樓、考場），預備作為臺灣建省之後的省会。但後任巡撫邵友濂終止此計畫，省城改設在臺北；但所累積的建設成果是清治時期全臺營建之城池中規模最大者。
1896年日治時期，臺灣總督府前期先後將其劃歸在臺灣縣、臺灣民政支部內，當年最後劃歸在臺中縣（今之雲林縣、彰化縣、南投縣、苗栗縣、臺中市），「臺中」之稱始於此；1901年苗栗、雲林、彰化、南投等地拆出，設臺中廳。1899年，日本當局實施市街改正計畫，整治河流與設計棋盤狀道路（現今中區、東區），將臺中興建成為日治時期新興的現代化都市。1909年，彰化廳併入臺中廳。1920年，總督府實施「五州二廳」制度，再將臺中廳與南投廳合併為臺中州，再將現今臺中市的東、南、西、北、中等五區區域組成州轄市級的臺中市，隸屬於臺中州，此為臺中設「市」之始。
在第二次世界大战後臺中市由中華民國政府接收，並改為省轄市。1947年2月1日，臺灣省行政長官公署將臺中縣北屯、西屯、南屯等三個鄉劃入臺中市管轄。2006年6月《遠見雜誌》發表的「2008年縣市總體競爭力調查」，臺中市在總表現中排名全國第五。
2003年，臺中市的總人口數突破100萬，要求在中部唯一大都會再設一處直轄市的聲浪四起，甚至成為總統候選人的政見。但由於直轄市門檻自100萬人改為125萬人，故於2009年6月通過臺中市縣合併改制直轄市案、翌年正式實施。

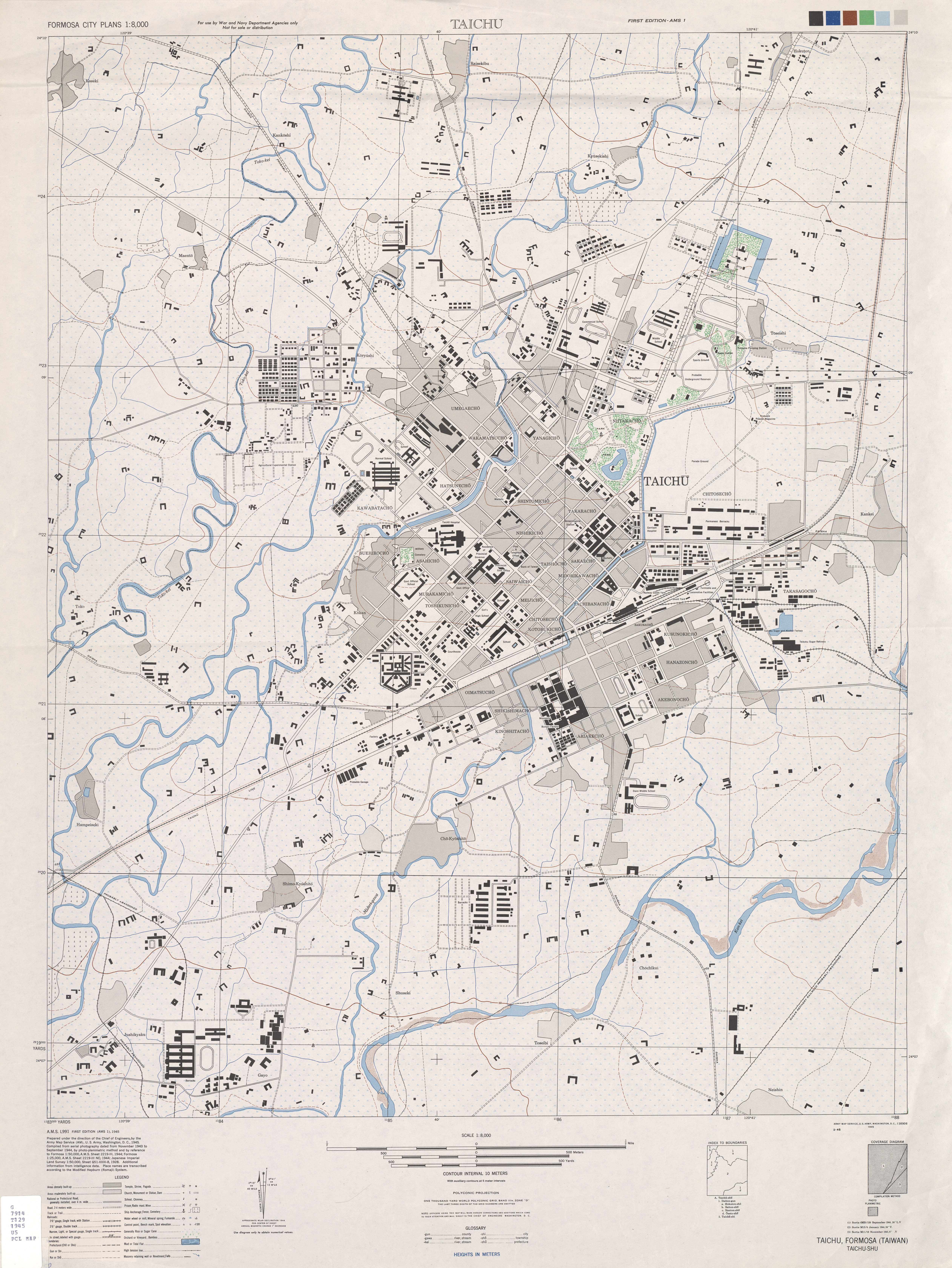
日治末期的臺中市街圖。可見當時該市的街道，主呈棋盤狀（為今臺中市中區和其臨近區域）。
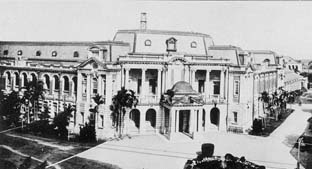
日治時期臺中州廳建築（右圖為今貌）
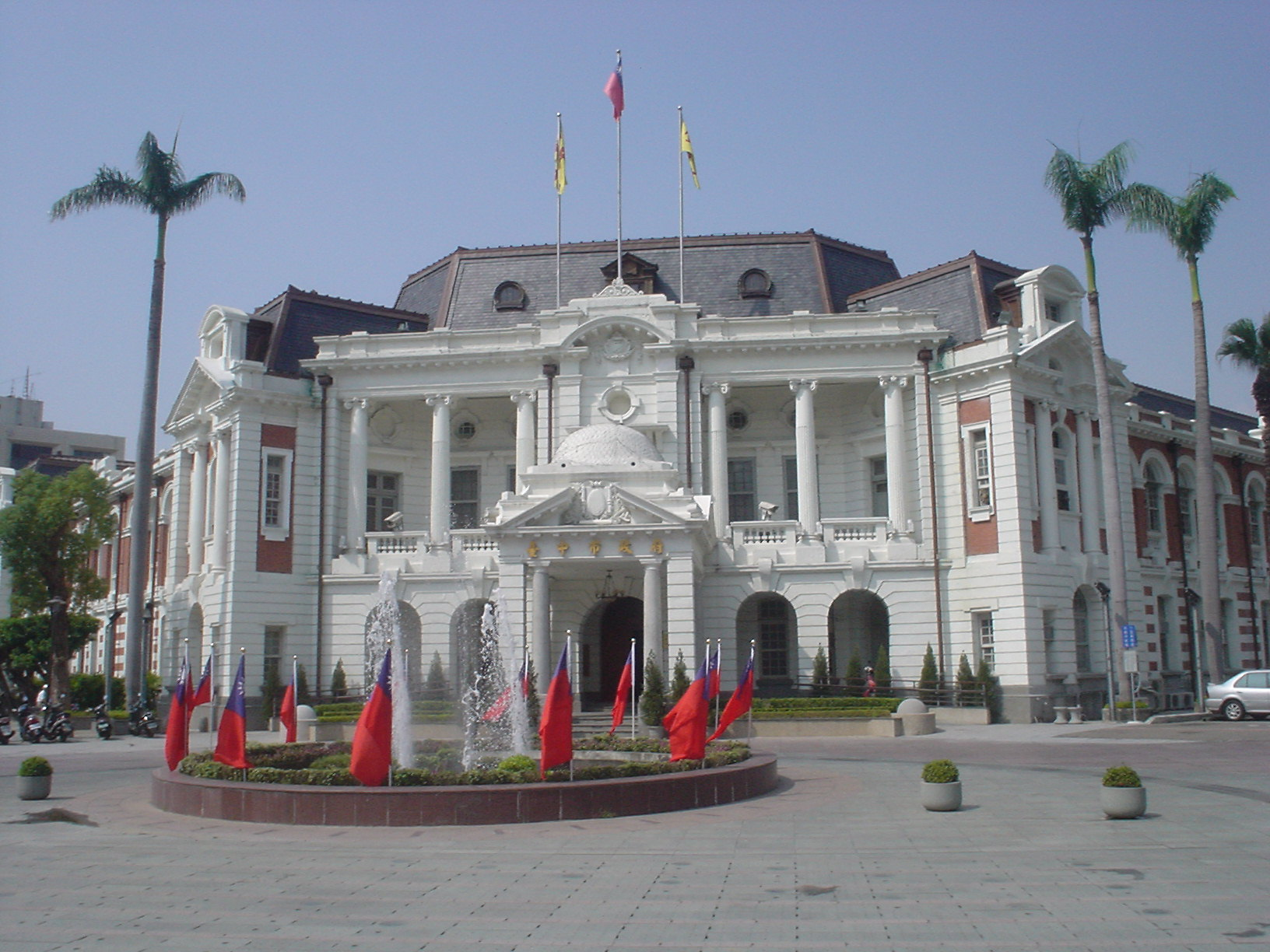
今日的臺中州廳為臺中市市定古蹟
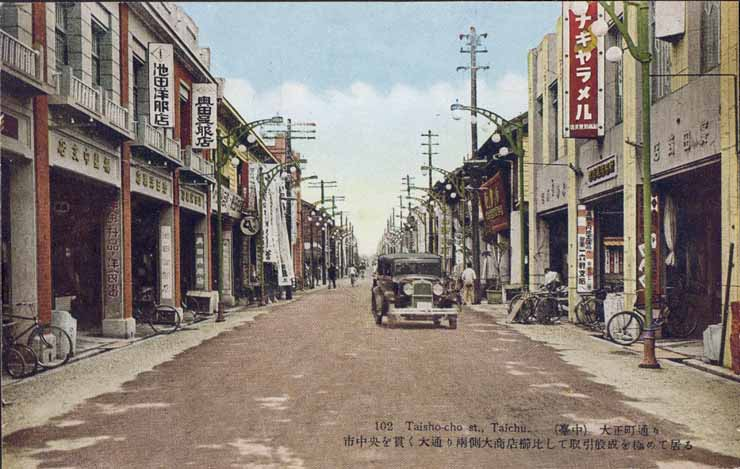
日治時期臺中市大正町通，現今的中正路。
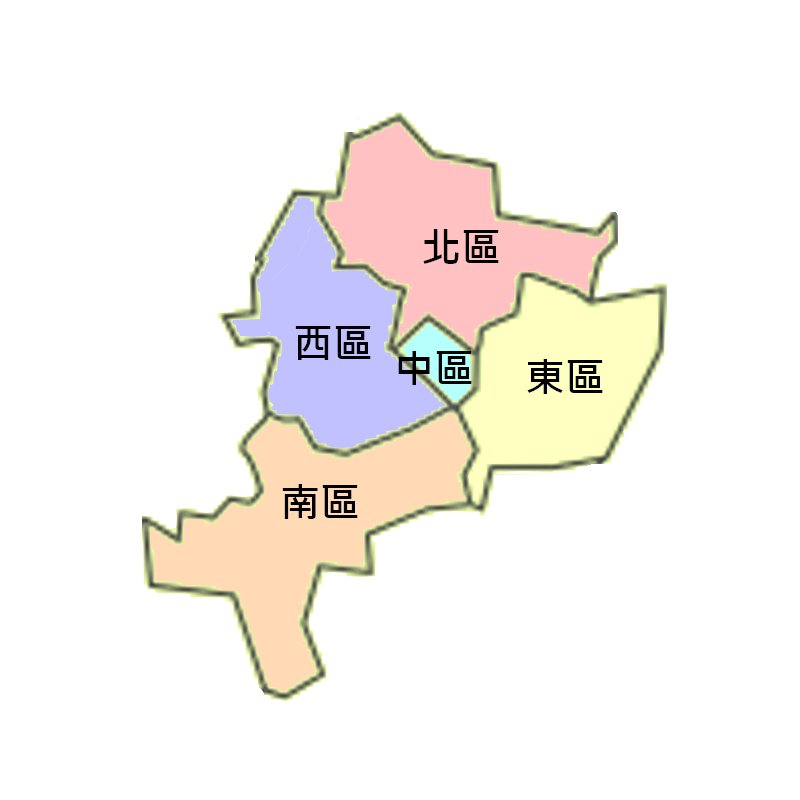
1945年到1947年間的臺中市行政區劃。

## 地理
地形水文

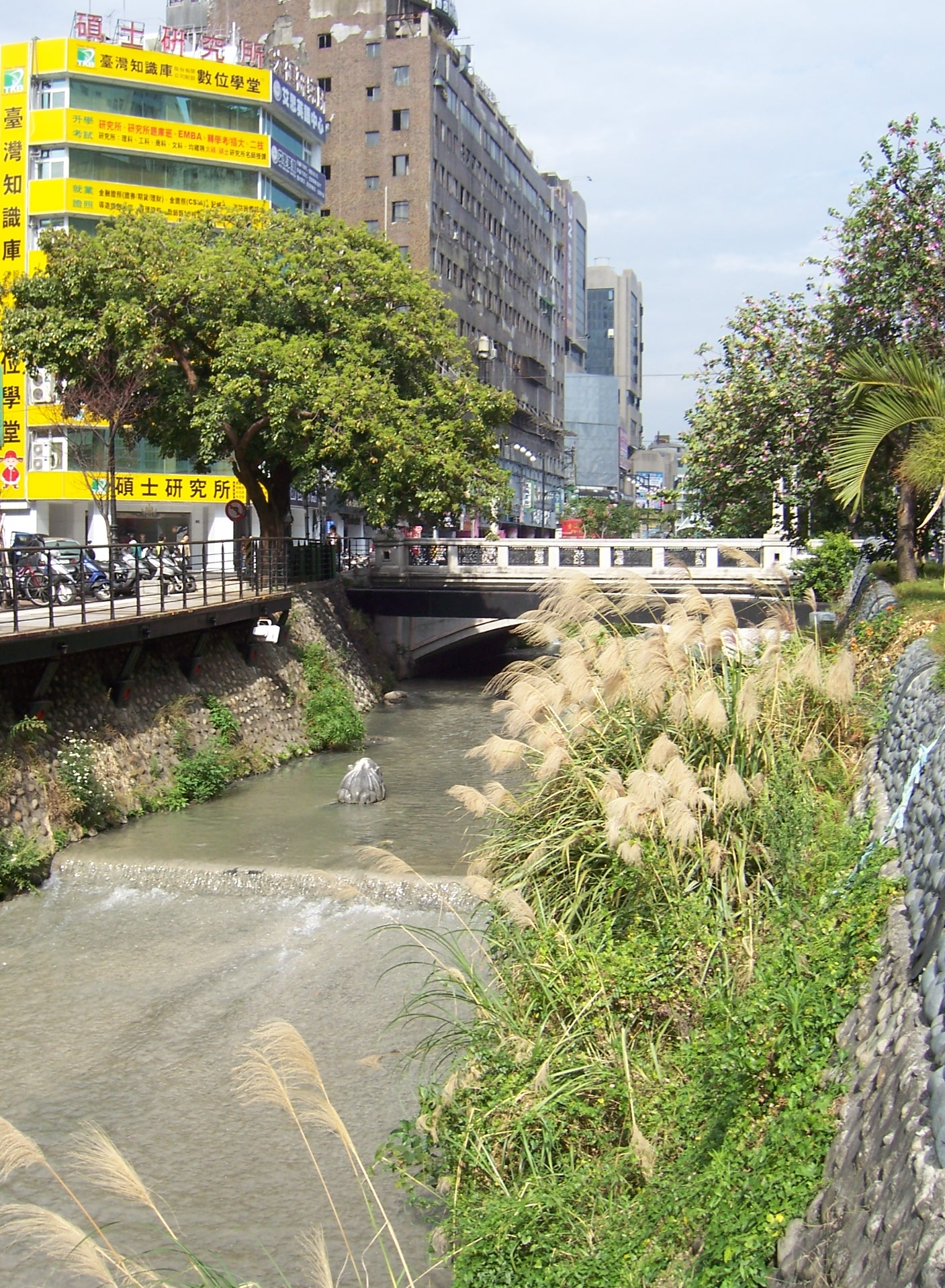
臺中市中區綠川一景

臺中市位於臺灣本島西側的中部。地形上，臺中市中心位於台中盆地，四周環山，大坑風景區內的頭嵙山（海拔859公尺）為市區最高峰（日治時期臺中市轄區最高峰為台中公園的砲台山）。平日若天氣晴朗，則可自大肚山等臺中周邊的山俯瞰整個臺中盆地。
其中，臺中市區被多條溪流穿過，大型的溪流由東至西有廍子溪、大里溪、旱溪、筏子溪，小型（或為區域排水系統）則有綠川、柳川、梅川、麻園頭溪、楓樹腳溪、潮洋溪、南屯溪（犁頭店溪）、土庫溪、大坑溪、橫坑溪、濁水坑溪、清水坑溪、新庄仔溪、北坑溪。其中以綠川、柳川、梅川、麻園頭溪四者被稱作「臺中市四大河川」。日治時期，臺灣總督府仿照京都市的都市計畫（市區改正）來規劃臺中，因而整頓了四區內的四條排水系統，至今仍可由柳川兩岸的柳樹一窺鴨川的意象。臺中市的氣候受到這些流經的河川調節，顯得更為怡人。
在行政區上，臺中市四周皆與臺中縣接壤，其東側與太平市及新社鄉相鄰；西緣沙鹿鎮、龍井鄉及大肚鄉；南鄰烏日鄉及大里市，北邊則是豐原市、潭子鄉與大雅鄉。
氣候
属于副热带季风气候。
| 臺中（1971年至2000年）   | 臺中（1971年至2000年） | 臺中（1971年至2000年） | 臺中（1971年至2000年） | 臺中（1971年至2000年） | 臺中（1971年至2000年） | 臺中（1971年至2000年） | 臺中（1971年至2000年） | 臺中（1971年至2000年） | 臺中（1971年至2000年） | 臺中（1971年至2000年） | 臺中（1971年至2000年） | 臺中（1971年至2000年） | 臺中（1971年至2000年） |
| 月份                     | 1月                    | 2月                    | 3月                    | 4月                    | 5月                    | 6月                    | 7月                    | 8月                    | 9月                    | 10月                   | 11月                   | 12月                   | 全年                   |
| ------------------------ | ---------------------- | ---------------------- | ---------------------- | ---------------------- | ---------------------- | ---------------------- | ---------------------- | ---------------------- | ---------------------- | ---------------------- | ---------------------- | ---------------------- | ---------------------- |
| 平均高温 °C（°F）        | 22.0 (71.6)            | 22.0 (71.6)            | 24.6 (76.3)            | 27.8 (82.0)            | 30.0 (86.0)            | 31.8 (89.2)            | 33.0 (91.4)            | 32.4 (90.3)            | 31.9 (89.4)            | 30.1 (86.2)            | 26.9 (80.4)            | 23.6 (74.5)            | 28.0 (82.4)            |
| 平均低温 °C（°F）        | 12.4 (54.3)            | 13.3 (55.9)            | 15.6 (60.1)            | 19.4 (66.9)            | 22.3 (72.1)            | 24.2 (75.6)            | 24.9 (76.8)            | 24.7 (76.5)            | 23.7 (74.7)            | 21.4 (70.5)            | 17.6 (63.7)            | 13.8 (56.8)            | 19.4 (66.9)            |
| 平均降水量 mm（）        | 36.3 (1.43)            | 87.8 (3.46)            | 94.0 (3.70)            | 134.5 (5.30)           | 225.3 (8.87)           | 342.7 (13.49)          | 245.8 (9.68)           | 317.1 (12.48)          | 98.1 (3.86)            | 16.2 (0.64)            | 18.6 (0.73)            | 25.7 (1.01)            | 1,642.1 (64.65)        |
| 平均降雨天数（≥ 0.1 mm） | 7.4                    | 9.9                    | 11.5                   | 11.1                   | 12.7                   | 14.9                   | 12.7                   | 15.1                   | 8.2                    | 3.5                    | 3.8                    | 4.9                    | 115.7                  |
| 平均相對濕度（％）       | 76.1                   | 77.6                   | 77.9                   | 78.2                   | 79.5                   | 79.5                   | 76.8                   | 79.3                   | 76.8                   | 74.8                   | 74.1                   | 74.0                   | 77.1                   |
| 月均日照時數             | 172.7                  | 134.9                  | 155.8                  | 153.1                  | 155.4                  | 169.7                  | 210.6                  | 191.8                  | 192.8                  | 201.1                  | 171.4                  | 175.5                  | 2,084.8                |
| 来源：中央氣象局         |                        |                        |                        |                        |                        |                        |                        |                        |                        |                        |                        |                        |                        |

## 歷任市長

### 實施地方自治前
| 任次 | 姓名   | 就任時間       | 卸任時間       | 備註                                                                               |
| ---- | ------ | -------------- | -------------- | ---------------------------------------------------------------------------------- |
| 1    | 劉存忠 | 1945年12月17日 | 1946年1月21日  | 兼任臺中縣縣長（臺中市尚屬臺中縣的縣轄市）                                         |
| 2    | 黃克立 | 1946年1月21日  | 1947年4月7日   | 1947年2月，臺中市升格為省轄市                                                      |
| 代理 | 莫大元 | 1946年8月24日  | 1946年12月19日 | 臺灣省行政長官公署電准臺中市市長黃克立赴省面洽公務，並由主任秘書莫大元暫代市長職務 |
| 3    | 李薈   | 1947年4月7日   | 1947年9月3日   |                                                                                    |
| 4    | 陈宗熙 | 1947年9月3日   | 1951年2月1日   |                                                                                    |

### 實施地方自治後
| 任次   | 肖像           | 姓名 (生–卒)       | 在任時間       | 在任時間       | 黨籍               | 屆次                                                           | 備註                                     |
| ------ | -------------- | ------------------ | -------------- | -------------- | ------------------ | -------------------------------------------------------------- | ---------------------------------------- |
| 1      |                | 楊基先 (1903–1961) | 1951年2月1日   | 1954年6月2日   | 無黨籍→ 中國國民黨 | 1                                                              | 首位 中國國民黨籍市長。                  |
| 2      |                | 林金標 (1898–1984) | 1954年6月2日   | 1957年6月2日   | 中國國民黨         | 2                                                              |                                          |
| 2      | 1957年6月2日   | 林金標 (1898–1984) | 1960年6月2日   | 3              | 中國國民黨         | 首位連任成功的 中國國民黨籍市長。                              |                                          |
| 3      |                | 邱欽洲 (1910–1969) | 1960年6月2日   | 1964年6月2日   | 中國國民黨         | 4                                                              |                                          |
| 4      |                | 張啓仲 (1916–2009) | 1964年6月2日   | 1966年12月6日  | 中國國民黨         | 5                                                              |                                          |
| 代理   |                | 羅立儒             | 1966年12月6日  | 1967年9月1日   | 中國國民黨         | 5                                                              | 臺灣省政府委員代理。                     |
| （4）  |                | 張啓仲 (1916–2009) | 1967年9月1日   | 1967年12月18日 | 中國國民黨         | 5                                                              |                                          |
| 代理   |                | 羅立儒             | 1967年12月18日 | 1968年6月2日   | 中國國民黨         | 5                                                              | 臺灣省政府委員代理。                     |
| 5      |                | 林澄秋 (1909–1979) | 1968年6月2日   | 1973年2月1日   | 無黨籍             | 6                                                              | 首位無黨籍市長。                         |
| 6      |                | 陳端堂 (1920–2005) | 1973年2月1日   | 1977年12月20日 | 中國國民黨         | 7                                                              | 因故延後一年卸任。 邱欽洲外甥。          |
| 7      |                | 曾文坡 (1936–2002) | 1977年12月20日 | 1981年12月20日 | 無黨籍             | 8                                                              |                                          |
| 8      |                | 林柏榕 (1936–)     | 1981年12月20日 | 1985年12月20日 | 中國國民黨         | 9                                                              |                                          |
| 9      |                | 張子源 (1941–2010) | 1985年12月20日 | 1989年7月20日  | 中國國民黨         | 10                                                             |                                          |
| 代理   |                | 黄镜峰 (1930–2012) | 1989年7月20日  | 1989年12月20日 | 中國國民黨         | 10                                                             | 臺灣省政府委員代理。                     |
| 10     |                | 林柏榕 (1936–)     | 1989年12月20日 | 1993年12月20日 | 中國國民黨         | 11                                                             |                                          |
| 10     | 1993年12月20日 | 林柏榕 (1936–)     | 1995年10月4日  | 12             | 中國國民黨         |                                                                |                                          |
| 代理   |                | 陳正雄 (1937–2008) | 1995年10月4日  | 12             | 中國國民黨         | 1996年4月3日                                                   | 臺灣省政府委員代理。                     |
| （10） |                | 林柏榕 (1936–)     | 1996年4月3日   | 12             | 中國國民黨         | 1996年6月3日                                                   |                                          |
| 代理   |                | 林學正             | 1996年6月3日   | 12             | 中國國民黨         | 1997年7月29日                                                  | 臺灣省政府委員代理。                     |
| （10） |                | 林柏榕 (1936–)     | 1997年7月29日  | 12             | 中國國民黨         | 1997年12月20日                                                 |                                          |
| 11     |                | 張溫鷹 (1950–)     | 1997年12月20日 | 2001年12月20日 | 民主進步黨→無黨籍  | 13                                                             | 首位 民主進步黨籍市長。 · 首位女性市長。 |
| 12     |                | 胡志強 (1948–)     | 2001年12月20日 | 2005年12月20日 | 中國國民黨         | 14                                                             |                                          |
| 12     | 2005年12月20日 | 胡志強 (1948–)     | 2010年12月25日 | 15             | 中國國民黨         | 因與臺中縣合併改制為直轄市，縣市長任期均延長至2010年合併改選。 |                                          |

- 林柏榕擔任第九屆與第十一、十二屆省轄市市長，多次任期累計約11年餘，為實施地方自治時期（1951年－2010年）任期最長的民選省轄市市長之一。
- 胡志強擔任第十四、十五屆省轄市市長，並當選改制後的臺中市第一屆直轄市市長，累計任期約13年。

## 區劃人口

### 依原存在區域的人口明細
- 資料時間:2019年10月

| 區名     | 面積 （km²） | 下轄 里數 | 下轄 鄰數 | 人口數    | 人口消長 | 出生人數 | 死亡人數 | 遷入人數 | 遷出人數 | 人口密度（人/km²） | 郵遞區號 |
| -------- | ------------ | --------- | --------- | --------- | -------- | -------- | -------- | -------- | -------- | ------------------ | -------- |
| 中區     | 0.8803       | 8         | 195       | 18,383    | +49      | 11       | 8        |          |          | 20,883             | 400      |
| 東區     | 9.2855       | 17        | 404       | 76,009    | -16      | 52       | 58       |          |          | 8,186              | 401      |
| 南區     | 6.8101       | 22        | 608       | 126,543   | -8       | 76       | 64       |          |          | 18,582             | 402      |
| 西區     | 5.7042       | 25        | 608       | 115,278   | -17      | 63       | 64       |          |          | 20,209             | 403      |
| 北區     | 6.9376       | 36        | 842       | 147,444   | +4       | 82       | 76       |          |          | 21,253             | 404      |
| 北屯區   | 62.7034      | 42        | 934       | 283,092   | +288     | 210      | 141      |          |          | 4,515              | 406      |
| 西屯區   | 39.8467      | 39        | 1,006     | 230,218   | +212     | 145      | 101      |          |          | 5,778              | 407      |
| 南屯區   | 31.2578      | 25        | 597       | 172,747   | +99      | 106      | 61       |          |          | 5,527              | 408      |
| 原臺中市 | 163.4256     | 214       | 5,194     | 1,169,714 | +611     | 745      | 573      |          |          | 7,157              |          |

- 人口消長計算方式為本月人口減去上月人口，負值以紅字表示，正值以藍字表示，沒有增長以綠字表示

## 象徵
- 市徽：於日治時期1921年（大正十年）配合臺中市役所落成，經公開徵選再由市協議會（市議會前身）議員投票決定而產生的，在臺灣總督府鐵道部臺北鐵道工務課的中村與松所設計的作品作為市章。今日臺中公園砲台山望月亭、臺中放送局的建築上亦可見到。
- 市歌：

作曲：林鶴年
作詞：張亦
美哉臺中居島之中，平原腴土四繞奇峰。
柳川綠川奔流西東，街衢幽雅茂木清叢。
公園湖景瑞士之風，氣候溫和物產豐隆。
交通發達遍及鄉村，城號文化全島稱雄。
民主政治人人歌頌，振作圖強康樂無窮。
- 市樹：黑板樹。張子源市長任內於1988年經市民票選訂為市樹後遂進行大量栽種。然而黑板樹為外來種，生長過快且枝幹鬆散。每逢颱風造成殘枝遍佈，氣根也破壞建築地基。2006年，臺中市政府宣佈將以20種行道樹取代，並移植既有24處街廓之黑板樹[3]。黑板樹將於2009年陸續移植至南屯區嶺東苗圃附近，市政府規劃的樹木銀行內[4]。
- 市花：長壽花
- 市鳥：小白鷺

## 交通

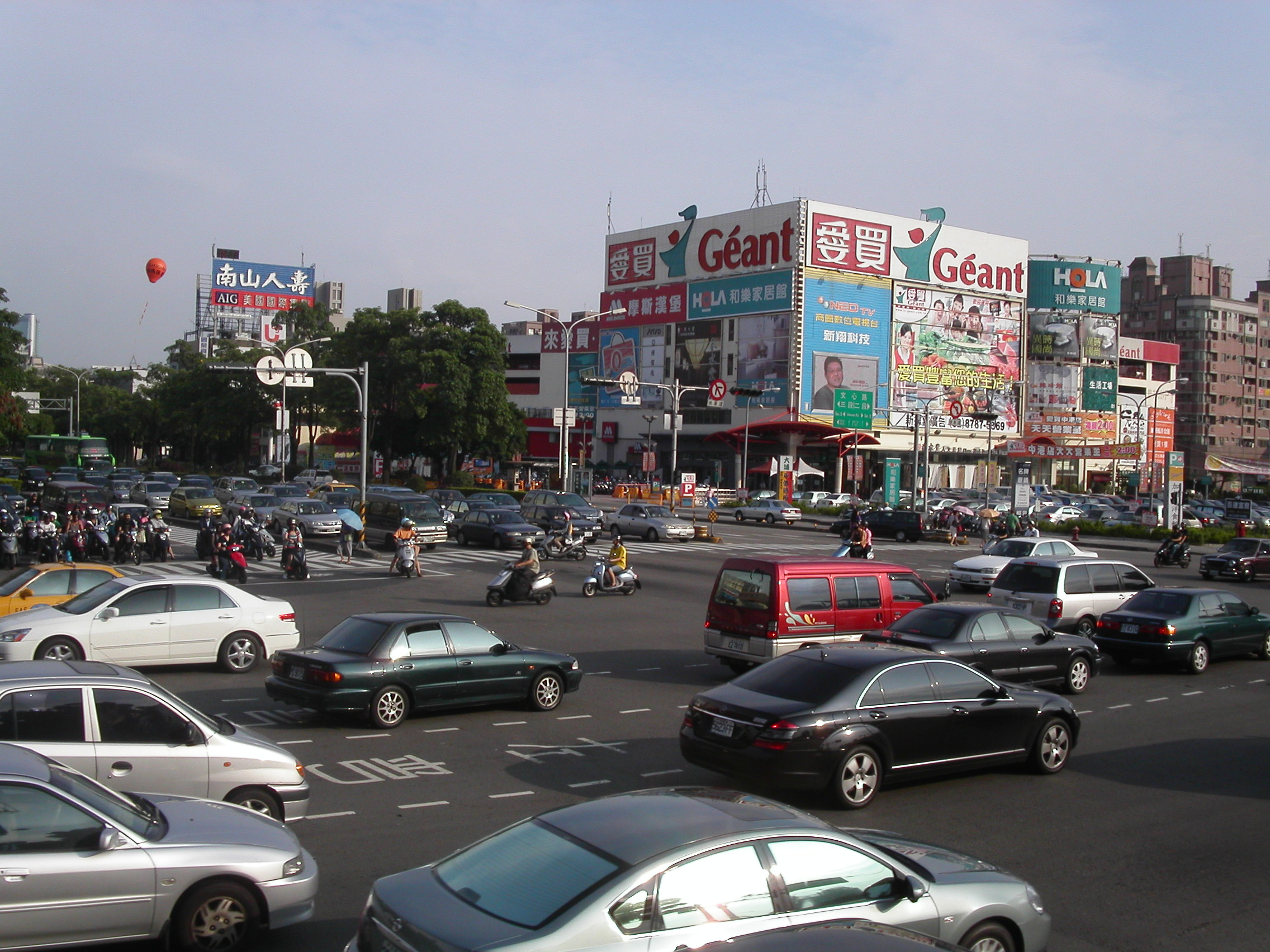
臺中市的高汽機車使用率，導致各重要幹道交會處車流量十分大，亦經常壅塞。圖為臺中港路及文心路路口
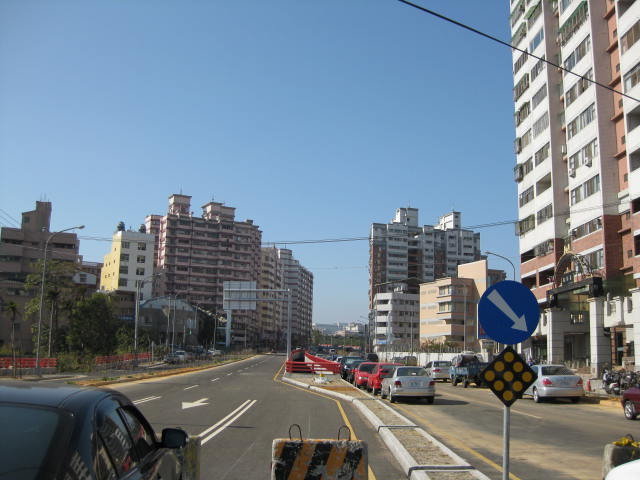
特三號道路是「臺中生活道路系統建設計畫」其中一項建設
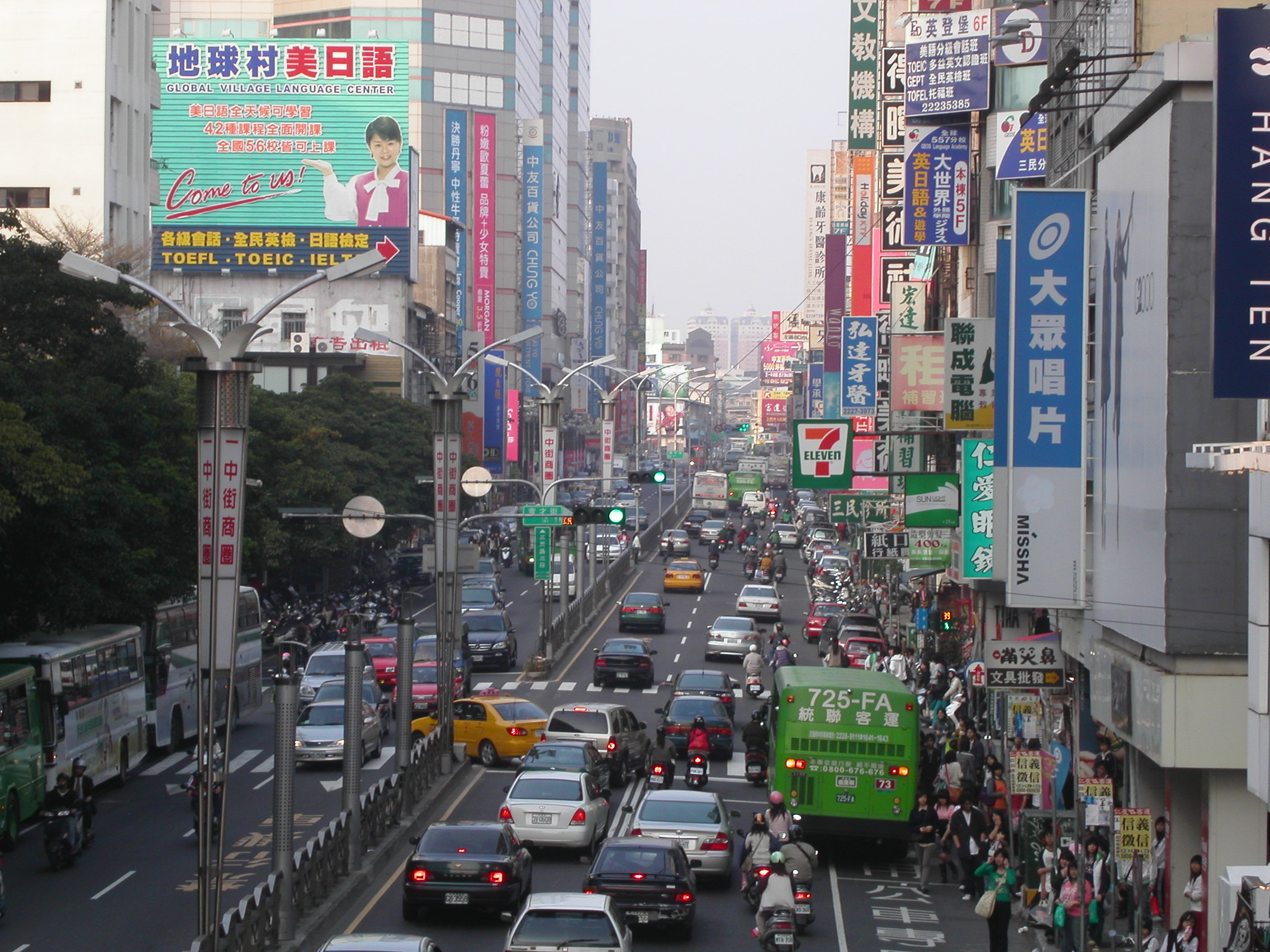
三民路三段，由於其行經中友百貨（道路左側）及一中商圈，往來人車眾多
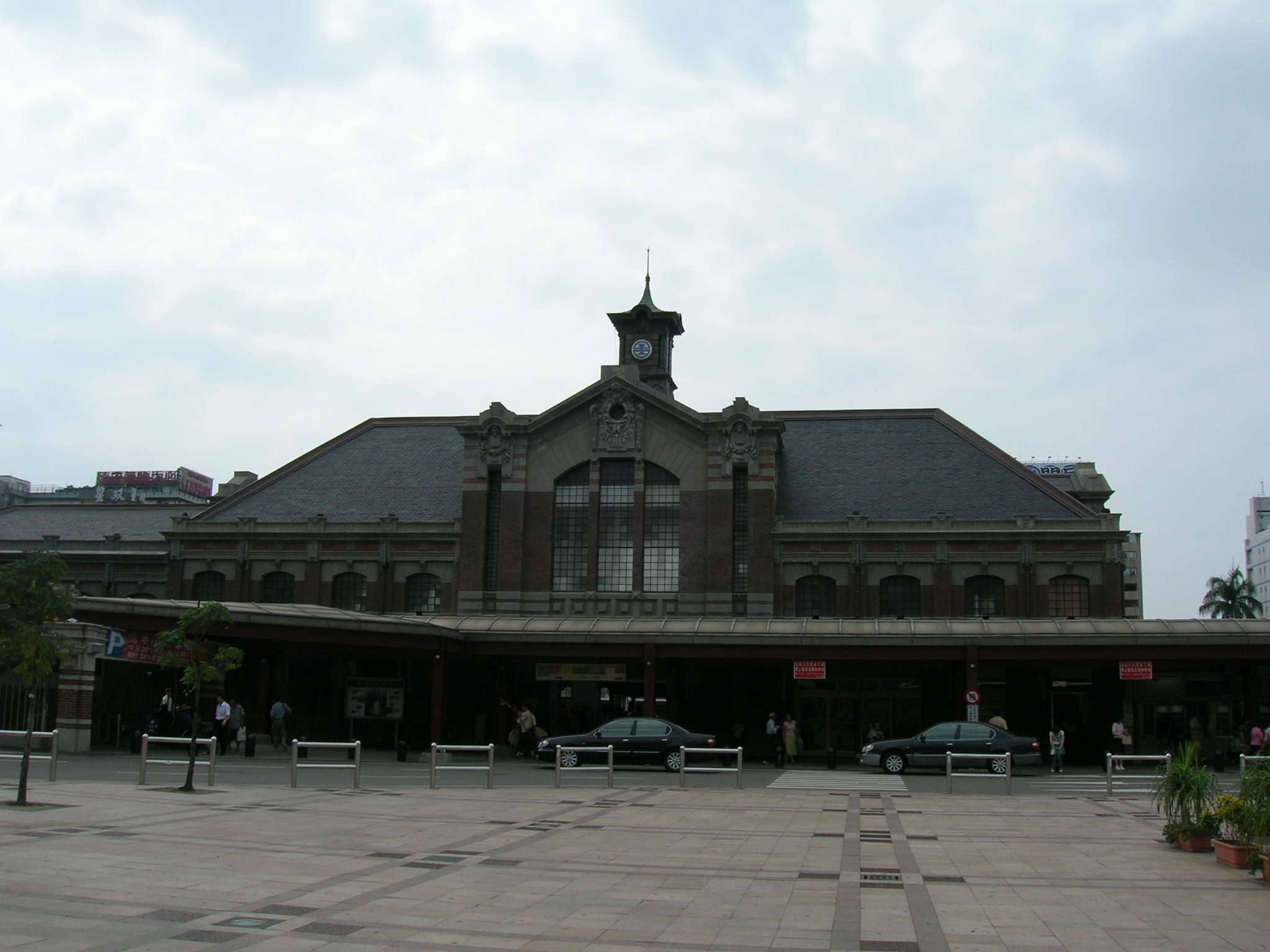
舊臺中車站
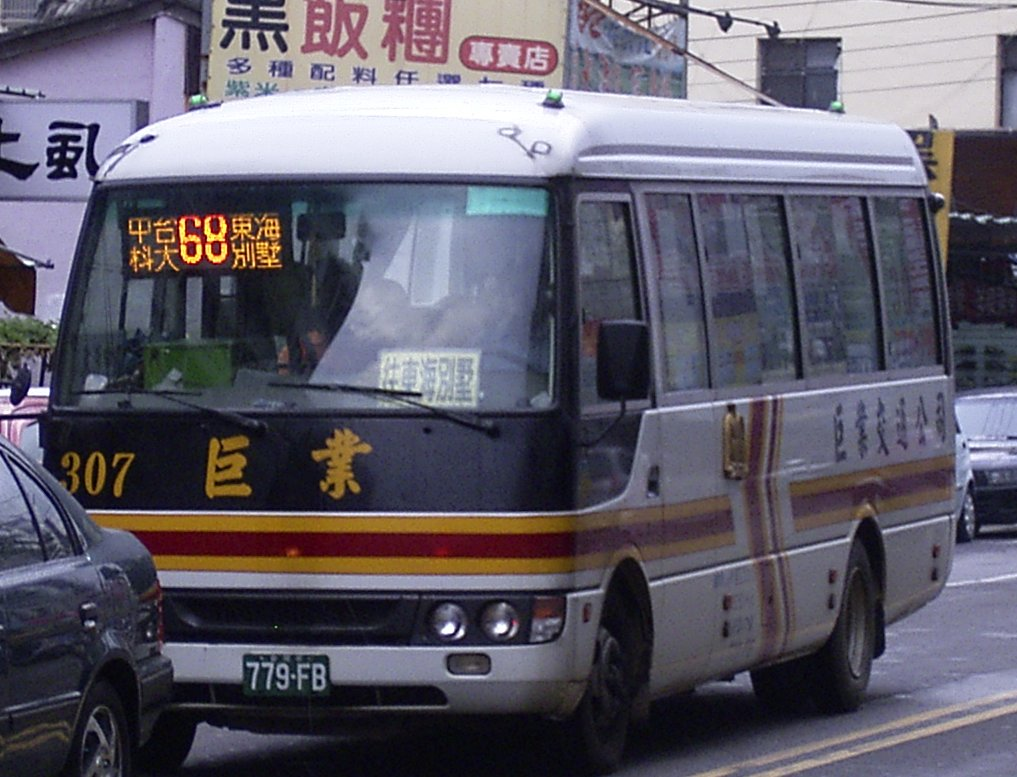
巨業交通68路
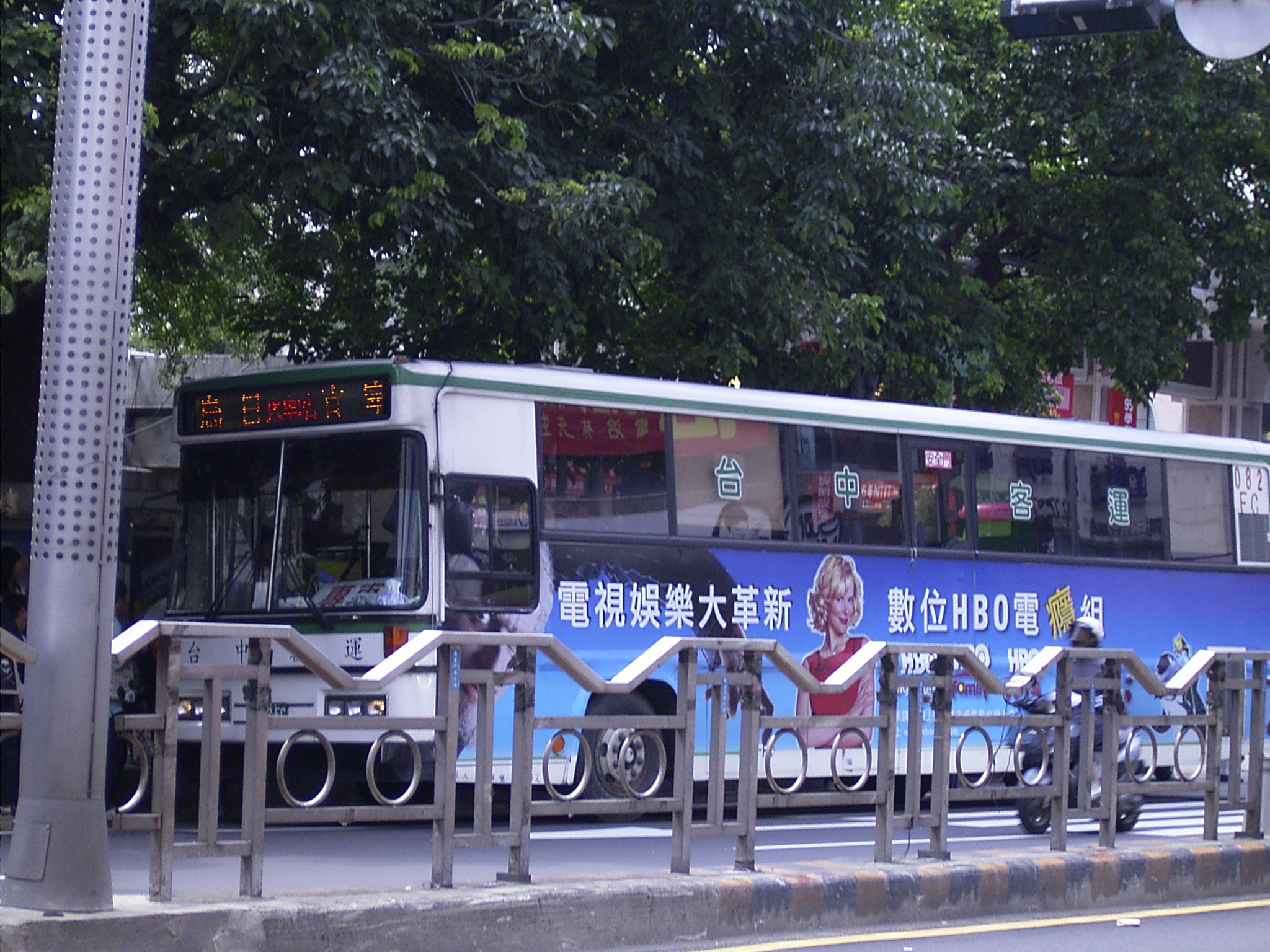
停在臺中技術學院外的台中客運

### 公路
市區道路
臺中市的都市道路規劃呈蜘蛛網狀分布，是由數條放射狀的連外幹道（台中港路、大雅路等）及環繞市區的環狀幹道（忠明路、文心路、環中路）所組成的。近年來臺中市的人口激增，以及臺中市的汽機車使用率居全台之冠，使得每逢假日或通勤時間，市區內各主要道路常有塞車情形出現。為解決臺中市日趨嚴重的塞車問題，臺中市政府提出多個解決方案，例如「部分路口禁止左轉」、「增加公車路線」、「台中港路取消停車格」、「增加路口員警數量」及「興建捷運系統」等，以減少臺中市區的車流量。
省、縣道
- 台1乙線：烏日鄉−市內−大雅路
- 台3線：大里市−市內−潭子鄉
- 台12線：市內−龍井鄉（臺灣大道）
- 台63線：中投公路
- 台74線：中彰快速道路
- 縣道125號：大雅鄉−市內−烏日鄉
- 縣道127號：大雅鄉−市內−烏日鄉
- 縣道129號：新社鄉−市內−太平市
- 縣道136號：大肚鄉−市內−太平市

高速公路
- 國道一號（中山高速公路）
  - 大雅交流道（中清路交流道）
  - 台中交流道（中港路交流道）
  - 南屯交流道（五權西路交流道）

### 大眾運輸
鐵路
- 臺灣鐵路管理局臺中線
  - 太原車站
  - 臺中車站：特等站，臺中市主要火車站。附近有許多連絡中台灣各地的客運路線。1960年之前有糖業鐵路（中濁線）通往霧峰、草屯、南投。
  - 大慶車站
- 台灣糖業鐵路中濁線（廢止）

捷運
根據省政府時期的省住都處所規劃，初步建議之路網由紅、藍、綠、橘四條路線組成，路網總長約98.7公里，共設64座車站，預估2021年尖峰小時站間最高運量約為122,500人次，藍線採用高運量系統，綠線與橘線採用中運量捷運系統，紅線為台鐵捷運化之密集區間車，預估總建造成本為2300億元。
最後規劃各路線如下：
- 紅線：台鐵高架捷運化
- 橘線：
- 藍線：
- 綠線：分為烏日文心北屯線及彰化延伸線

公車客運
- 台中火車站前：此區位於建國路與綠川東路上，為大台中都會區國道客運、跨縣市公車、市公車路網匯集點
  - 客運公司：國光客運、統聯客運、台中客運、豐原客運、巨業客運、仁友客運
- 城轉運站：此區位於雙十路上，可轉搭國道客運或往南投的班車
  - 客運公司：全航客運、南投客運、彰化客運、員林客運
- 朝馬轉運站：此區位於台中港路上（台中交流道以東），可轉搭國道客運或往沙鹿、台中港的班車
  - 客運公司：國光客運、統聯客運、台中客運、和欣客運、飛狗巴士、阿羅哈客運
- 中港轉運站：此站位於中港路上（台中交流道以西），主要做為統聯客運國道與市公車的轉運
  - 客運公司：統聯客運

## 旅遊
| 百貨及購物中心 - 中友百貨 - 廣三崇光百貨 - 新光三越百貨台中店 - 大遠百台中店 - 勤美誠品綠園道 - 誠品商場台中龍心商場（今龍心商場） - Mode Mall新時代購物中心（今大魯閣新時代購物中心） - 老虎城購物中心 - 新國自在商場 - 日曜天地精品中心 - 好市多台中店 公園及風景區 - 台中公園 - 中正公園 - 民俗公園 - 臺中都會公園 - 豐樂雕塑公園 - 經國園道 - 文心森林公園、圓滿戶外劇場 - 大坑風景區（含大坑登山步道、中正露營區） - 望高寮夜景公園 - 敦化公園 | 藝術與文物展覽空間 - 國立自然科學博物館 - 國立台灣美術館 - 國立臺中圖書館 - 國立公共資訊圖書館 - 台中文化創意園區（舊台中酒廠） - 台中大都會歌劇院（今台中國家歌劇院） - 臺中市文化局（今臺中市大墩文化中心址） - 文英館 - 台中中山堂 - 臺中市役所 - 臺中市長公館 - 台中放送局 - 台中民俗公園 - 西大墩文化館 - 萬和宮 - 臺中市頂橋仔文史館 - 台中酒廠酒文物館 - 興農牛隊史館 - 人類音樂館 （页面存档备份，存于） - 中國醫藥大學立夫中醫藥展示館 - 台灣香蕉新樂園 | 國定與市定古蹟 - 臺中車站 - 台中州廳 - 台中公園湖心亭 - 積善樓 - 臺灣府儒考棚 - 萬春宮 - 萬和宮 - 台中樂成宮 - 台中林氏宗祠 - 北屯文昌廟 - 南屯文昌公廟 - 張家祖廟 - 清武家廟垂裕堂 - 張廖家廟承祜堂 - 邱先甲墓園 - 廖煥文墓 商圈 - 逢甲商圈 - 一中商圈 - 美術園道 - 繼光街商圈 - 電子街商圈 - 精誠商圈 - 大隆路商圈 - 天津路商圈 - 自由路商圈 - 大坑商圈 - 中科商圈 - 東海商圈 - 黎明商圈 - 七期商圈 |

參見：臺中市主題商圈

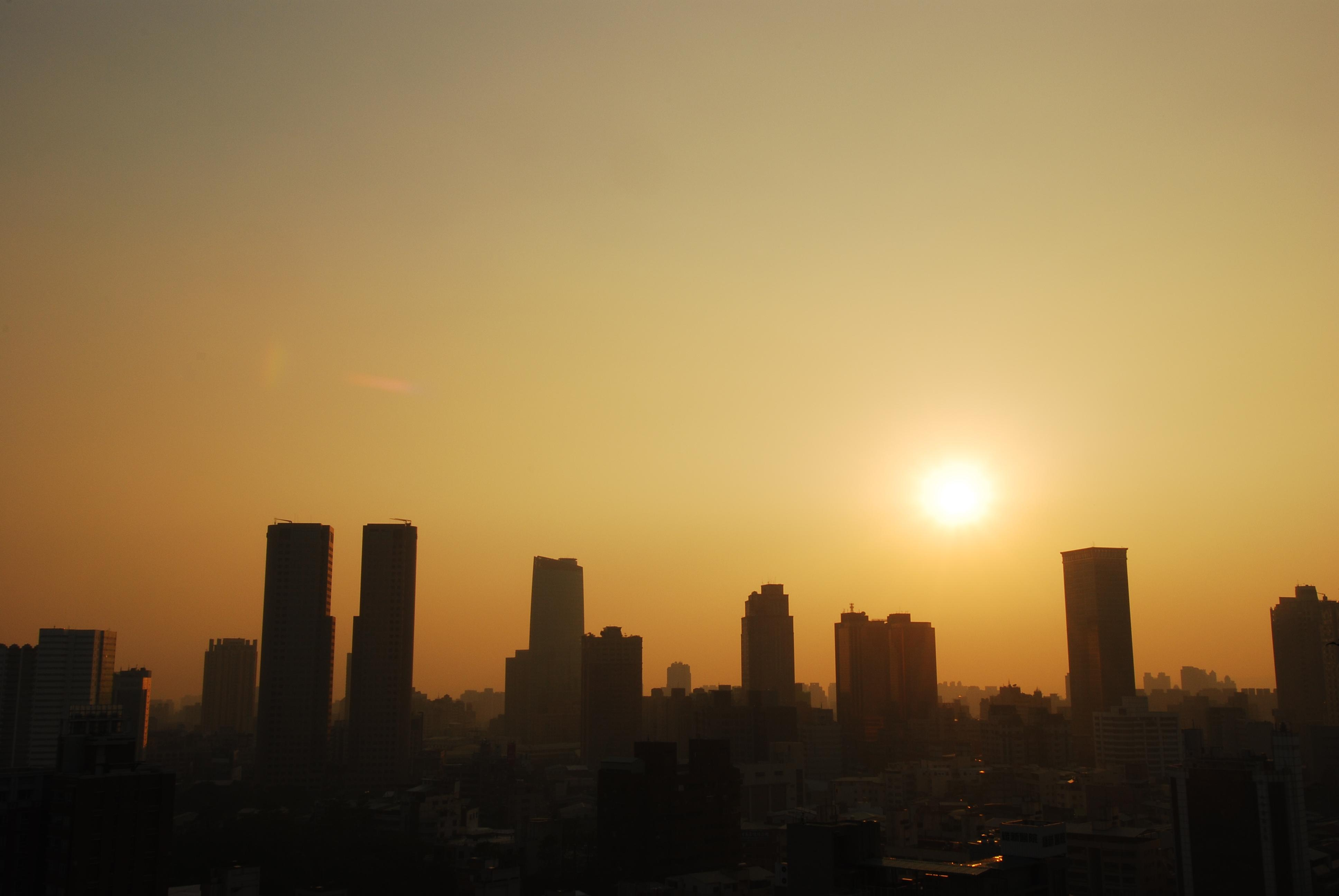
臺中市傍晚時分的天際線，圖中為台中港路周圍的高樓群
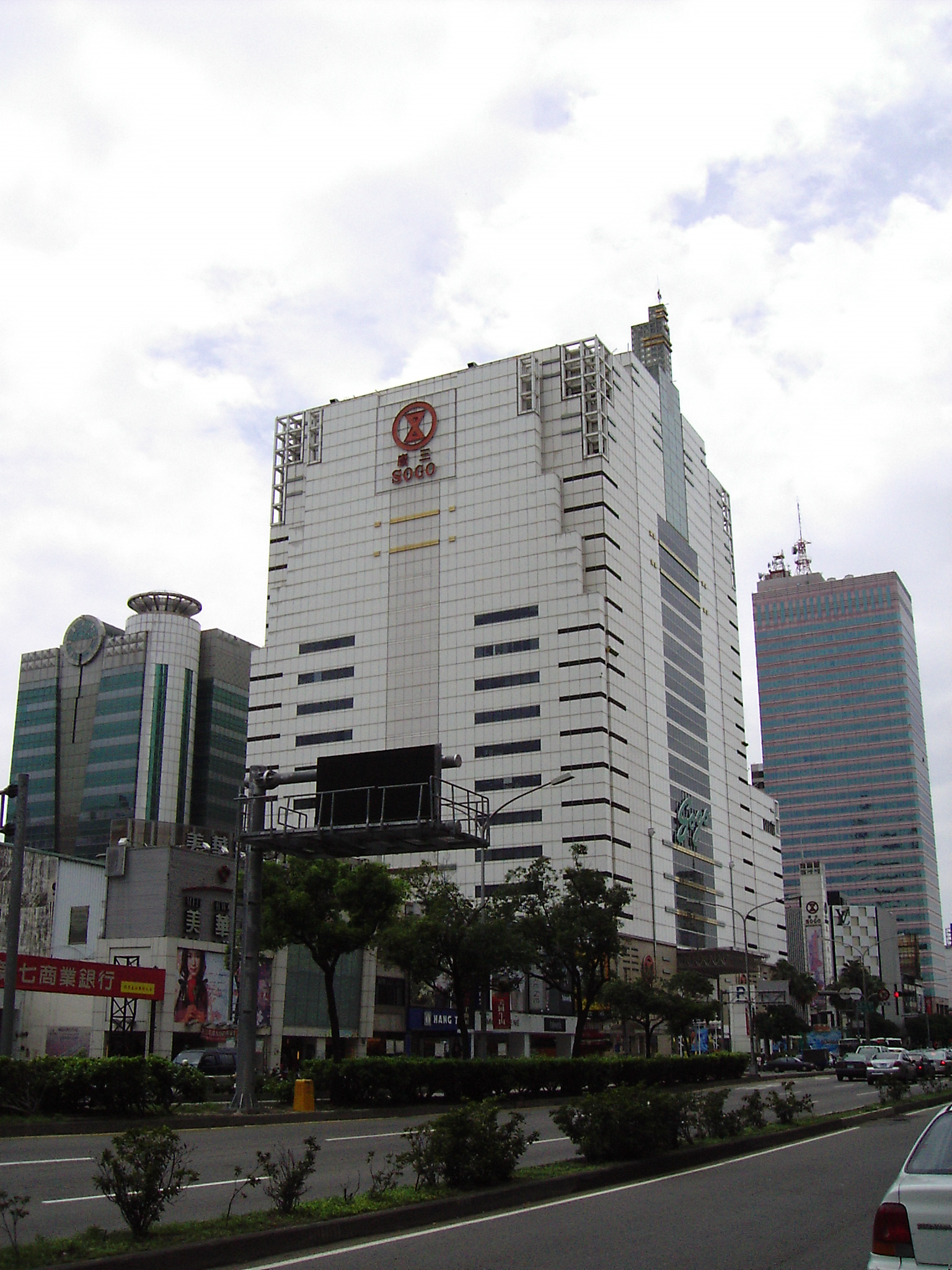
廣三SOGO（於台中港路）
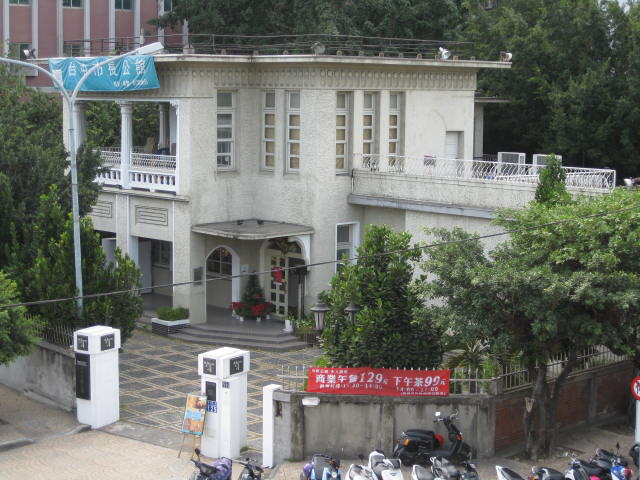
臺中市市長公館
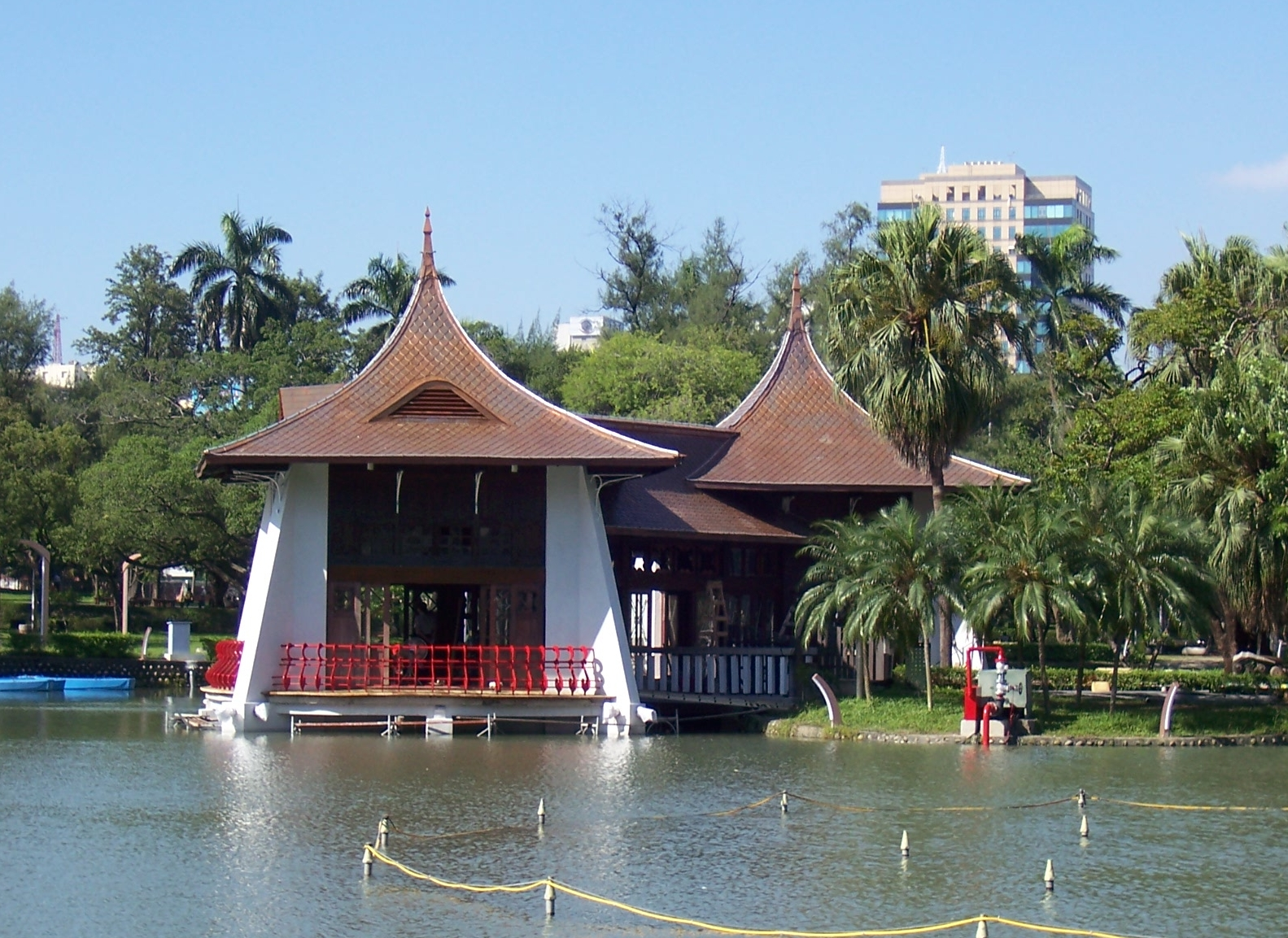
台中公園湖心亭
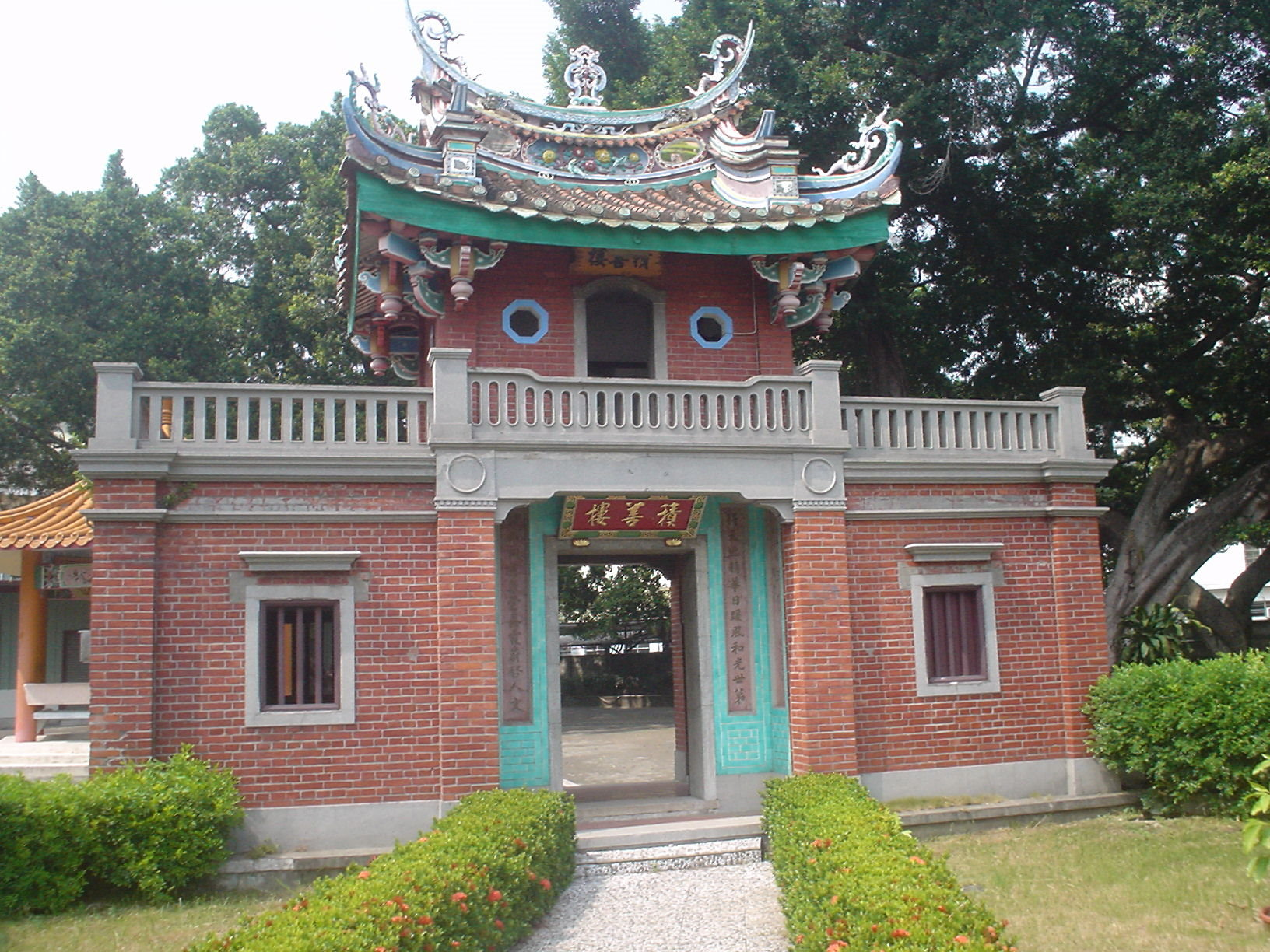
積善樓
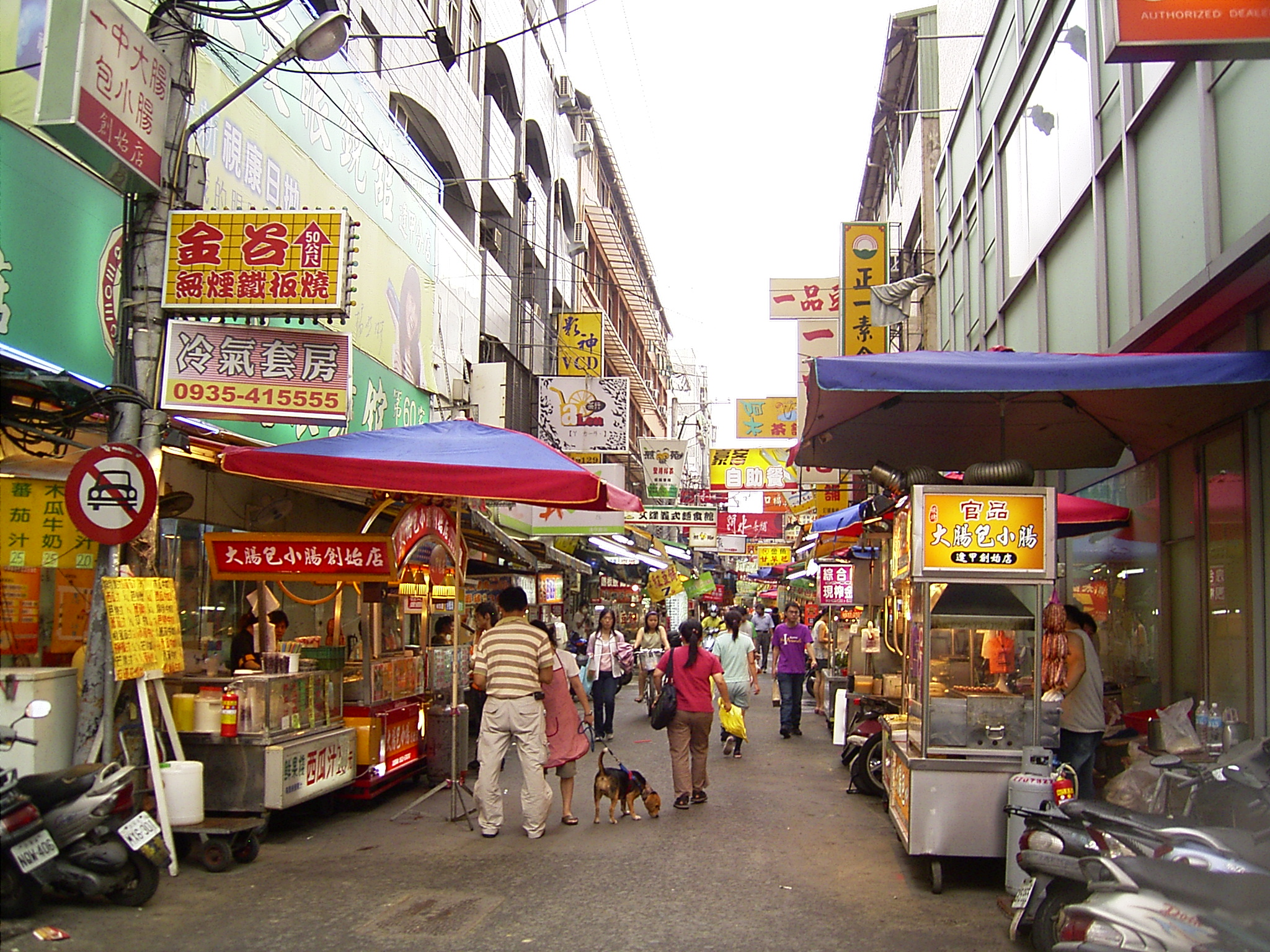
逢甲夜市
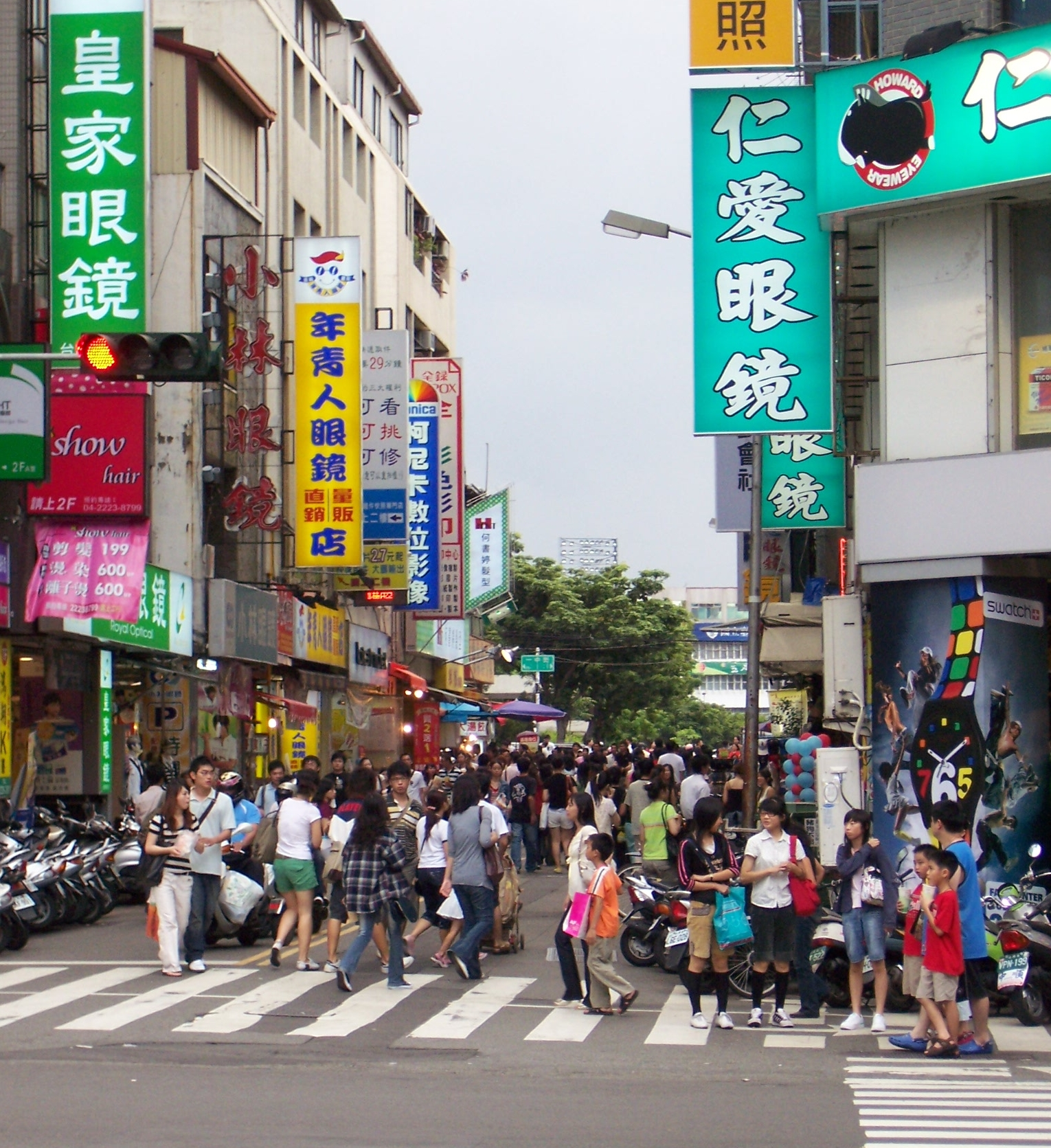
一中商圈

## 教育
學校
- 臺中市大專院校列表
- 臺中市高級中等學校列表
- 臺中市國中列表
- 臺中市國小列表

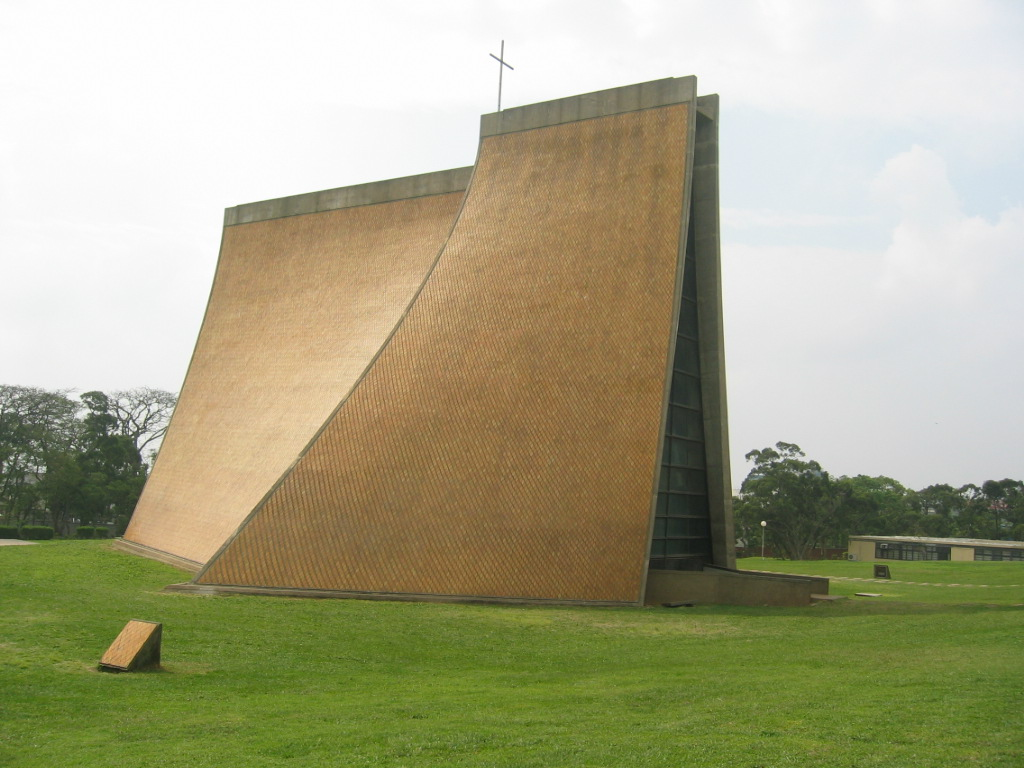
東海大學路思義教堂
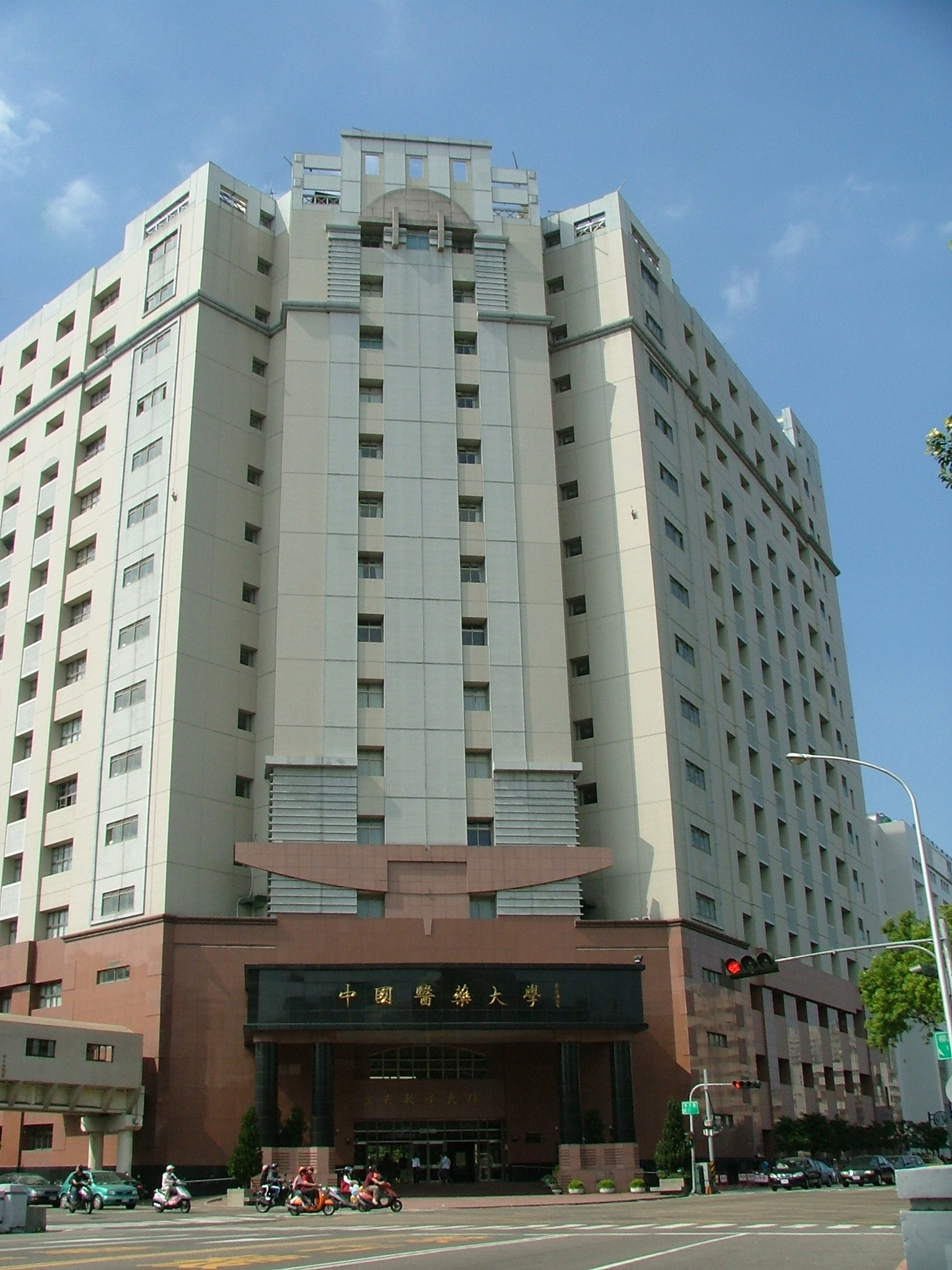
位於學士路上的中國醫藥大學
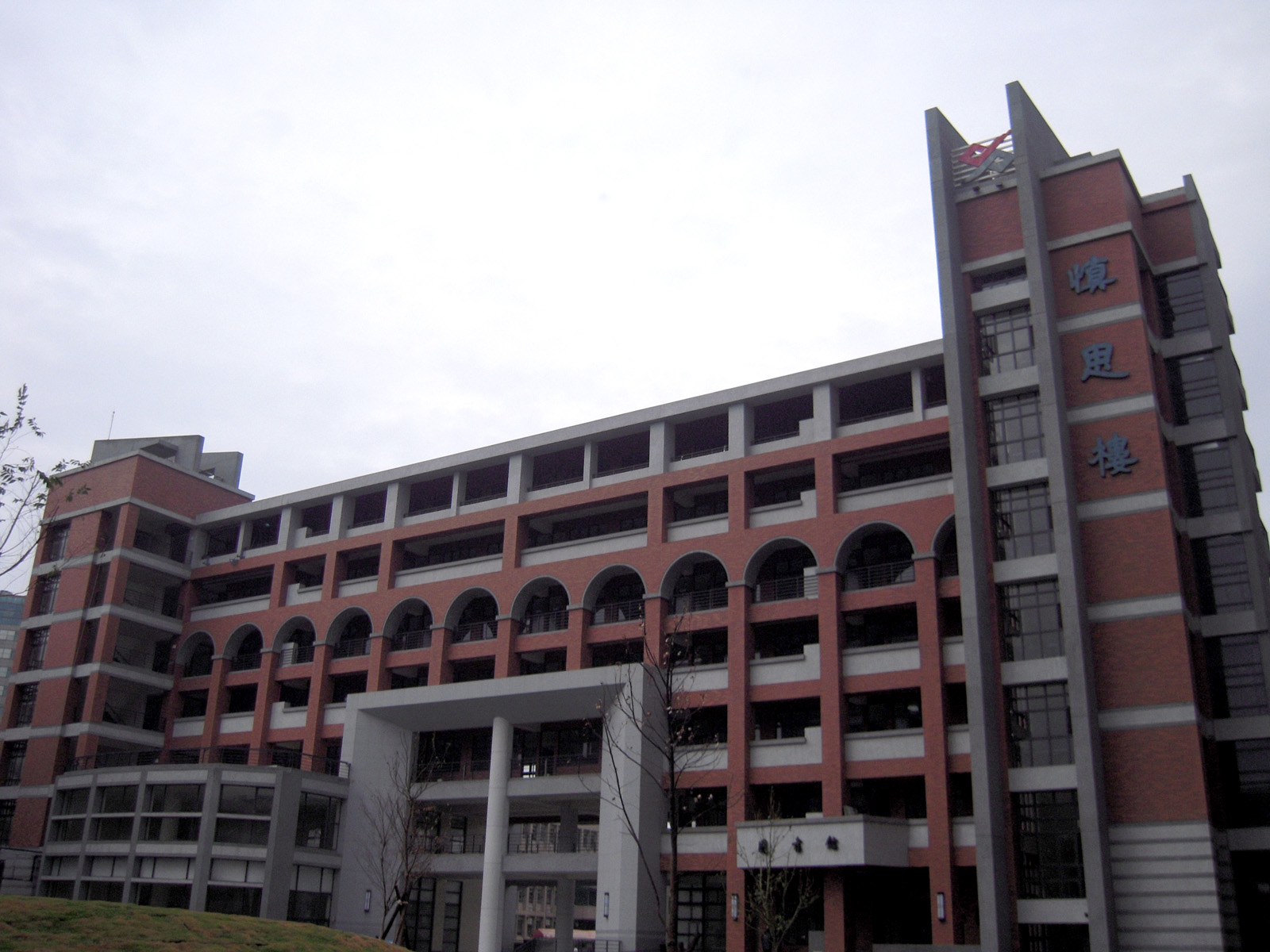
臺中市立臺中第一高級中等學校
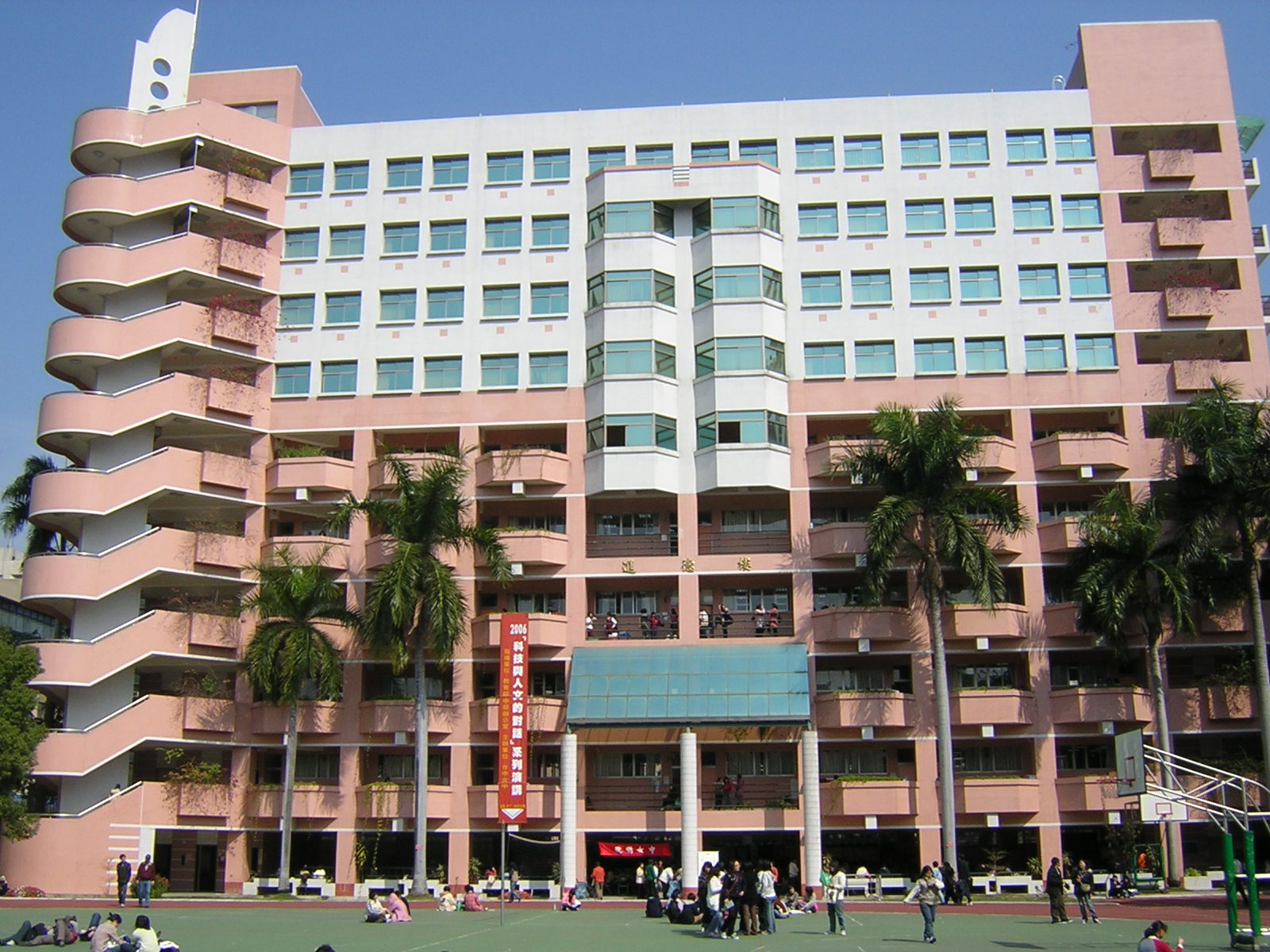
臺中市立臺中女子高級中等學校
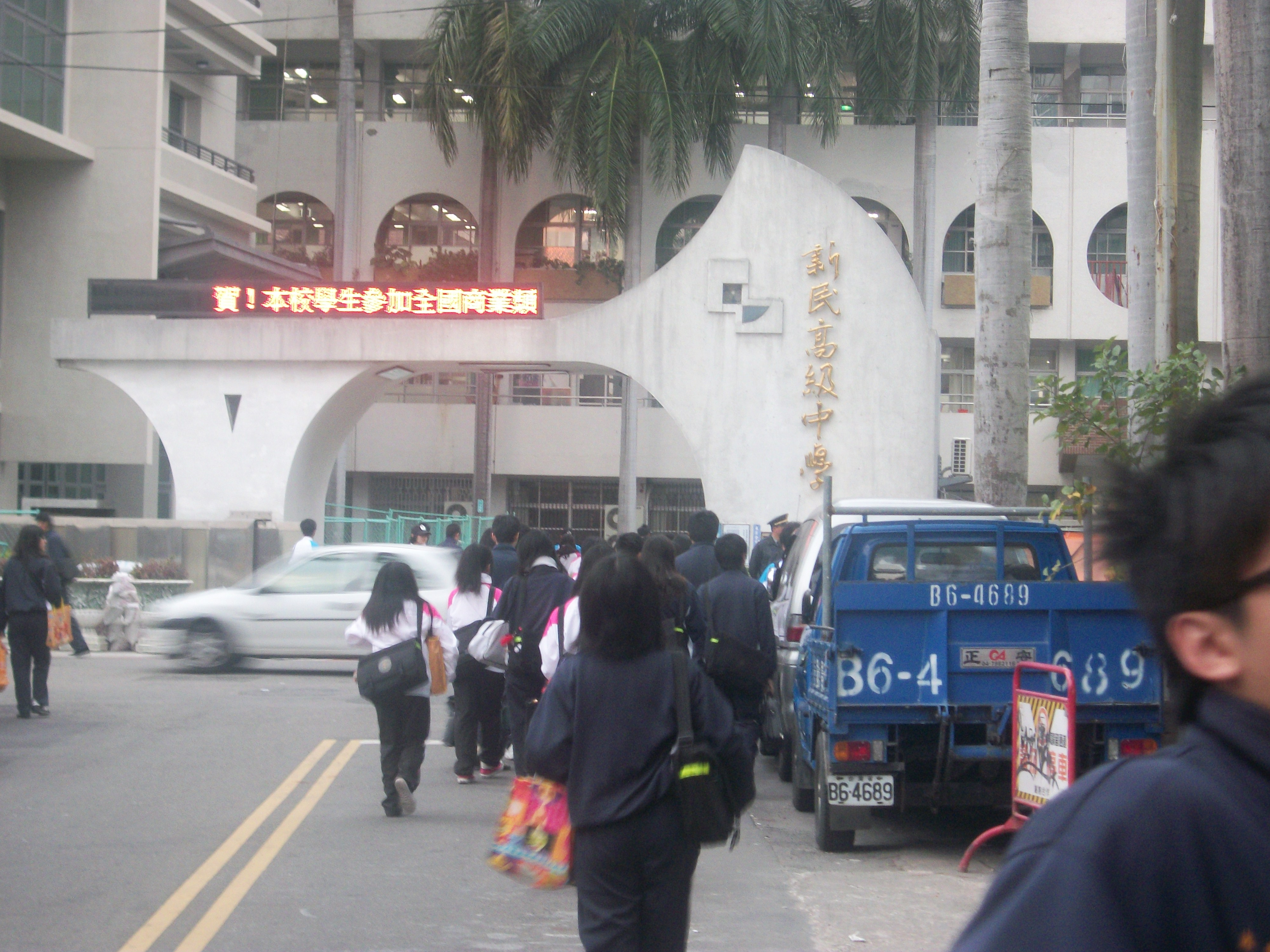
臺中市私立新民高級中學

體育場地
- 台中體育場
- 國立台中棒球場
- 台中洲際棒球場
- 中興網球場
- 朝馬足球場
- 萬壽棒球場
- 櫻花棒球場
- 中科棒球場
- 寶山棒球場

## 對外交流

### 領事機構
臺中市對外國的城市交流始於1960年代，1975年菲律賓在臺中市設立領事館（代表機構/辦事處），這是目前唯一的一個國家在臺中市建立的交流平臺。另外美國在台協會亦設有臺中線上分處，並與國立臺中圖書館合作設立台中美國資料中心。
- 菲律賓／馬尼拉經濟文化辦事處-台中辦公室 （页面存档备份，存于）

### 科技貿易交流城市
- 美洲： 加拿大不列颠哥伦比亚省本拿比

### 姊妹市
1965年至2010年底，臺中市共締結了18個姊妹市。
- 美洲
  -  美国
    - 康乃狄克州纽黑文
    - 亞利桑那州土桑
    - 路易斯安那州巴吞鲁日
    - 怀俄明州夏安
    - 加利福尼亚州聖地牙哥
    - 华盛顿州塔可瑪
    - 内华达州雷諾
    - 德克萨斯州奧斯汀
    - 新罕布什尔州曼徹斯特
    - 喬治亞州哥倫布

  -  加拿大
    - 曼尼托巴省温尼伯

  -  
    - 圣佩德罗苏拉

  -  玻利维亚
    - 聖克魯斯-德拉謝拉
- 亚洲、非洲與大洋洲
  -  
    - 忠清北道忠州市

  -  菲律賓
    - 馬尼拉大都會马卡蒂

  -  南非
    - 那他省彼得马里茨堡

  -  新西兰
    - 北岸市

  -  马绍尔群岛
    - 瓜佳蓮市

## 統計
| 排名 | 本籍             | 臺中市人口 | 比率   |
| ---- | ---------------- | ---------- | ------ |
| 1    | 臺中市           | 295,607    | 38.3%  |
| 2    | 中國大陸各省市籍 | 114,504    | 14.8%  |
| 3    | 彰化縣           | 82,703     | 10.7%  |
| 4    | 臺中縣           | 81,726     | 10.6%  |
| 5    | 南投縣           | 43,918     | 5.7%   |
| 6    | 雲林縣           | 29,511     | 3.8%   |
| 7    | 嘉義縣           | 18,632     | 2.4%   |
| 8    | 臺南縣           | 16,191     | 2.1%   |
| 9    | 苗栗縣           | 15,010     | 1.9%   |
| 10   | 屏東縣           | 10,374     | 1.3%   |
| 11   | 臺北市           | 7,598      | 1.0%   |
| 12   | 臺北縣           | 7,228      | 0.9%   |
| 13   | 高雄縣           | 7,037      | 0.9%   |
| 14   | 桃園縣           | 5,159      | 0.7%   |
| 15   | 高雄市           | 4,845      | 0.6%   |
| 16   | 臺南市           | 4,516      | 0.6%   |
| 17   | 新竹縣           | 4,399      | 0.6%   |
| 18   | 嘉義市           | 4,061      | 0.5%   |
| 19   | 宜蘭縣           | 3,829      | 0.5%   |
| 20   | 臺東縣           | 3,574      | 0.5%   |
| 21   | 花蓮縣           | 3,108      | 0.4%   |
| 22   | 外國籍           | 2,641      | 0.3%   |
| 23   | 澎湖縣           | 2,023      | 0.3%   |
| 24   | 新竹市           | 1,935      | 0.3%   |
| 25   | 基隆市           | 1,743      | 0.2%   |
| 26   | 金門縣           | 835        | 0.1%   |
| 27   | 連江縣           | 121        | 0.0%   |
|      | 總計             | 772,828    | 100.0% |

## 外部連結
- 臺中市政府 （页面存档备份，存于）